# Longfu, Guangdong
Longfu (kinesiska: 龙甫) är en köping i sydöstra Kina. Den ligger i Sihui i staden Zhaoqing i provinsen Guangdong, omkring 62 kilometer nordväst om provinshuvudstaden Guangzhou. Antalet invånare är 17 979. Befolkningen består av 8 446 kvinnor och 9 533 män. Barn under 15 år utgör 11,0 %, vuxna 15-64 år 78 %, och äldre över 65 år 9,0 %.